# Ashta
Ashta là một thành phố và khu đô thị của quận Sehore thuộc bang Madhya Pradesh, Ấn Độ.

## Địa lý
Ashta có vị trí 23°01′B 76°43′Đ / 23,02°B 76,72°Đ Nó có độ cao trung bình là 519 mét (1702 foot).

## Nhân khẩu
Theo điều tra dân số năm 2001 của Ấn Độ, Ashta có dân số 39.773 người. Phái nam chiếm 52% tổng số dân và phái nữ chiếm 48%. Ashta có tỷ lệ 63% biết đọc biết viết, cao hơn tỷ lệ trung bình toàn quốc là 59,5%: tỷ lệ cho phái nam là 70%, và tỷ lệ cho phái nữ là 56%. Tại Ashta, 17% dân số nhỏ hơn 6 tuổi.